# خارپوستان
خارپوستان (Echinodermata) خارپوستان گروه بزرگی از جانوران دریایی را تشکیل می‌دهند که از لحاظ ساختمان بدنی با دیگر بی‌مهرگان تفاوت اساسی دارند. تعداد گونه‌های کشف شده: ۶۰۰۰گونه. بدن این جانوران از صفحه‌هایی با خارهای آهکی پوشیده شده‌است. بدن دارای تقارن دوطرفه و گاهی تقارن پنج‌تایی است. تعدادی از آن‌ها زندگی ثابت داشته و گروهی به‌طور آزاد زندگی می‌کنند. بدن خارپوستان دارای سامانه جریان آب بوده که کار دستگاه گردش خون، تنفس و دفع را انجام می‌دهند و با سایر بی‌مهرگان تفاوت اساسی دارند.
خارپوستان تنها جانورانی هستند که دارای پنج قسمت اصلی در بدنشان می‌باشند آن‌ها دارای پوسته سفید و سختی هستند که ممکن است روی آن‌ها تیغه‌هایی باشد خارپوستان توسط صدها پای لوله مانند پر از مایع حرکت می‌کنند آن‌ها در دریا زندگی می‌کنند و شامل ستاره شکننده، ستاره دریایی، خارپوست دریایی و خیار دریایی می‌شوند بیشتر این جانوران در آب‌های کم عمق زندگی می‌کنند اما ستاره‌های ظریف در عمق دریا زندگی می‌کنند.
خارپوستان در میان بی مهرگان، نزدیکترین شاخه به شاخه مهره‌داران هستند.
خارپوستان اسکلت داخلی دارند اما نه شبیه به انسان‌ها. در واقع اسکلت آن‌ها از یک تعداد صفحات تشکیل شده‌است که توسط یک لایه نازک خارجی پوشیده شده، به‌طوری که در عمل به‌نظر می‌رسد که اسکلت آن‌ها خارجی است.
در حدود ۶۵۰۰ گونه از خارپوستان وجود دارد و آن‌ها در دریاهای سراسر جهان پراکنده هستند ستاره‌های دریایی عموماً گوشتخوار هستند اما بعضی گونه‌ها از گیاهان کوچک یا ریزه‌های غذا که در بستر دریا قرار دارند استفاده می‌کنند.
ستاره‌های ظریف دریایی به تعداد زیاد در بستر دریاها و تا عمق (۲۵۰۰) ۷۶۲۰ متری یافت می‌شوند ستاره ماهی معمولی اقیانوس اطلس می‌تواند پوسته صدف خوراکی را بشکافد شکم خود را از لای شکاف (۵۰/۱ اینچ)۵/۰ میلی‌متر در ان وارد کند و صدف درون آن را بخورد بیشتر گونه‌های ستاره ماهی‌ها دارای پنج دست هستند اما بعضی تا پنجاه دست هم دارند.
ستاره‌های دریایی معمولاً دارای پنج دست هستند (یا بیشتر ضریب ۵ تعداد دست‌های آن‌ها خواهد بود) ستاره دریایی از دست‌هایش برای بازکردن پوست صدفها و حلزونها استفاده می‌کند.

## ویژگی‌ها
خارپوستان، دریازی و اکثراً کف‌زی هستند. دارای تقارن شعاعی در زمان بلوغ ولی دو طرفه در دورهٔ لاروی، دارای پوشش آهکی به صورت خار یا حلقه‌های آهکی، فاقد سر و بدن بندبند، و دارای دستگاه گوارش ساده ولی کامل‌اند.
تنفس آن‌ها از طریق آبششهای پوستی معلق و شبکهٔ آوندی است و بدون دستگاه دفعی وازنشی مخصوص‌اند ولی سلول‌های آمیبی موجود در مایع حفرهٔ عمومی بدن این امر را انجام می‌دهند. فاقد دستگاه گردش خون ولی دارای دستگاه خونی‌اند.
دستگاه عصبی خارپوستان شامل سلول‌ها و فیبرهای عصبی، حفرهٔ عمومی در برگیرندهٔ سه قسمت احشایی، شبکهٔ آبی و دستگاه خونی در دورهٔ لاروی است. اندام‌های جنسی نر و ماده جدا و غدد جنسی بزرگ با مجاری جنسی ساده دارند. تولید مثل آن‌ها به صورت جنسی، لقاح بیرونی، رشد غیرمستقیم از طریق مراحل لاروی است. دارای قابلیت خودبرشی هستند.

## رده‌ها
رده لاله‌وشان مانند لاله‌های دریایی (ستارگان پَری)
رده خیارسانان مانند خیارهای دریایی
رده ستاره‌سانان مانند ستاره دریایی
رده مارسانان مانند ستاره‌های شکننده
رده خارداران مانند توتیای دریایی

## راهبردهای دفاعی
پوست سخت و تیغ‌دار خارپوستان محافظت خوبی در برابر شکارچیان بالقوه برای آنها فراهم می‌کند، اما این جانوران از راه‌های دیگری نیز از خود دفاع می‌کنند. بسیاری از توتیاهای دریایی با خارهای پشتی قوی پوشیده شده‌اند. برخی از آنها می‌توانند در بدن انسان زخم‌های جدی ایجاد کنند. بسیاری از آنها دارای برآمدگی‌های ریز چنگک‌مانند و گاهی سمی هستند که می‌توانند بقایای اشغال را برطرف کنند با شکارچیان بالقوه را برانند. خیارهای دریایی با تن نرمشان برای محافظت از خود از مواد شیمیایی زیان‌رسان استفاده می‌کنند و اغلب به عنوان هشدار به بقیه، رنگ تن روشنی دارند. به عنوان آخرین راه حل، بعضی از خیارهای دریایی حتی می‌توانند شاخک‌های چسبنده به بیرون پرتاب کنند یا حتی دل و روده خود بیرون انداخته به مهاجم بکوبند.

## رویاندن دوباره
در صورتی که یکی از دست‌های ستاره دریایی یا ستاره شکننده قطع شود آن‌ها به سادگی در جای آن یک دست دیگر می‌رویانند زخم به سرعت التیام می‌یابد و بعد از چند هفته مراحل بازسازی (رویش مجدد)کامل می‌شود در بیشتر گونه‌ها قسمت اصلی بدن عمل رویش دوباره دست قطع‌شده را انجام می‌دهد اما در گروه‌های دیگر خود دست قطع شده می‌تواند یک دست جدید و قسمت‌های مختلف بدن را در محل زخم برویاند و نهایتاً تبدیل به یک جانور کامل گردد بعضی از گونه‌ها از این خاصیت برای تولیدمثل استفاده می‌کنند یعنی یک دست را مخصوصاً از خود جدا کرده و آن دست یک بدن جدید روی خود می‌رویاند.
خارپوست دریایی خوراکی به آرامی روی سنگ‌ها می‌خزد و از پنج عدد آرواره اش برای تراشیدن جلبکها و جانداران میکروسکوپی استفاده می‌کند بدن او توسط یک پوسته سخت و تعداد زیادی از تیغهای ظریف پوشیده شده‌است خارپوست دریایی با استفاده از پای باریک و لوله‌ای شکلش برای حرکت و جمع کردن تکه خزه‌های دریایی استفاده می‌کند خزه‌های دریایی به عنوان استتار عمل کرده و خارپوست دریایی را از حمله خوکهای آبی، سگهای آبی و دیگر شکارچیان حفظ می‌کنند.
خیار دریایی حیوان خزنده‌ای است که به آهستگی به روی گل سنگ‌ها یا صخره‌ها می‌خزد و تکه‌های غذا را از محیط اطراف جمع کرده و مصرف می‌کند دست‌های او مایع چسبنده‌ای ترشح می‌کند که جمع‌آوری غذا از روی زمین را برای او آسان می‌کند پاهای ردیفی قرمز روشن و مجموعه دست‌های تغذیه‌کننده بنفش و زرد بسیاری از گونه‌های خیار دریایی برای استتار مناسب نمی‌باشند.
ستاره دریایی تاج خاری کاملاً مسلح است به طوری که توسط ردیف‌هایی از تیغ‌های بلند محافظت می‌شود او از طریق جلو بردن شکمش به‌وسیله قرار دادن دهانش روی پولیپ‌های مرجانی از مرجانها تغذیه می‌کند او ماده هضم‌کننده را روی پولیپ‌‍ها می‌ریزد و بعد آن‌ها را جذب می‌کند در قسمت‌های از صخره‌های گریت بریر در استرالیا جمعیت این ستاره دریایی به میزان قابل توجهی رشد کرده و بخش عظیمی از مرجان‌ها را از بین برده‌اند.